# Point rationnel
En théorie des nombres et géométrie algébrique, les points rationnels d'une variété algébrique {\displaystyle X} définie sur un corps {\displaystyle k} sont, lorsque X est définie par un système d'équations polynomiales, les solutions dans k de ce système. 

## Définition formelle
Soit {\displaystyle X} une variété algébrique définie sur un corps {\displaystyle k}. Un point {\displaystyle x\in X} est appelé un point rationnel si le corps résiduel {\displaystyle k(x)} de X en x est égal à {\displaystyle k}. Cela revient à dire que les coordonnées du point {\displaystyle x} dans une carte locale affine appartiennent toutes à {\displaystyle k}. Lorsque la variété algébrique est déduite d'un système d'équations polynômiales homogène ou affine, les points rationnels correspondent aux solutions du système dans {\displaystyle k}. 
L'ensemble des points rationnels de {\displaystyle X} est noté {\displaystyle X(k)}. 
Sur un corps de base algébriquement clos, tous les points (fermés) sont rationnels. Dans le cas contraire, {\displaystyle X(k)} peut très bien être vide sans que {\displaystyle X} le soit.  

## Quelques exemples
Une partie importante de la géométrie arithmétique concerne l'étude des points rationnels des variétés algébriques définies sur un corps de nombres. 
- L'ensemble des points rationnels d'un espace affine {\displaystyle \mathbb {A} _{K}^{n}} s'identifie à {\displaystyle K^{n}}. De même l'ensemble des points rationnels d'un espace projectif {\displaystyle \mathbb {P} _{K}^{n}} (comme variété algébrique) s'identifie à l'espace projectif {\displaystyle (K^{n+1}\setminus \{0\})/K^{*}}.
- Si X est la courbe algébrique projective définie par l'équation {\displaystyle x^{p}+y^{p}+z^{p}=0} dans ℚ, où p est un nombre premier impair, les points rationnels X(ℚ) correspondent aux solutions homogènes de l'équation de Fermat d'exposant {\displaystyle p}. Le point {\displaystyle (1:-1:0)} est un point rationnel (sur ℚ), par contre le point {\displaystyle (-1:\xi _{p}:0)} où {\displaystyle \xi _{p}=e^{2i\pi /p}\in \mathbb {C} } est une racine primitive p-ième de l'unité, n'est pas rationnel.
- La courbe affine x2 + y2 + 1 = 0 sur ℝ n'a pas de points rationnels.
- La conjecture de Mordell, démontrée par Gerd Faltings, dit que pour toute courbe projective non-singulière de genre au moins deux, définie sur un corps de nombres, admet au plus un nombre fini de points rationnels.
- Le théorème de Mordell-Weil, généralisé par Lang et Néron[1],[2],  dit que pour toute variété abélienne A sur un corps K de type fini sur ℚ ou un corps fini, l'ensemble des points rationnels A(K) est un groupe abélien de type fini.